# Cryptoconchus
Cryptoconchus is een geslacht van keverslakken uit de familie van de Acanthochitonidae.

## Soorten
- Cryptoconchus burrowi (Nierstrasz, 1905)
- Cryptoconchus floridanus (Dall, 1889)
- Cryptoconchus oliveri Schwabe, 2004
- Cryptoconchus porosus (Blainville MS, Burrow, 1815)